# Ctenucha devisum
Ctenucha devisum är en fjärilsart som beskrevs av Walker 1856. Ctenucha devisum ingår i släktet Ctenucha och familjen björnspinnare. Inga underarter finns listade i Catalogue of Life.